# Нафтова шахта
Нафтова шахта (рос. нефтяная шахта; англ. oil mine; нім. Erdölschacht m) — єдина система підземних споруд у межах шахтного поля (два шахтних стовбури — головний і допоміжний, штреки, канави, колодязі), де видобувається важка нафта з пласта за рахунок стікання її по виробках (зазвичай в комбінації з підземними свердловинами — вертикальними, похилими, довгими горизонтальними) або рідше — нафтонасичена порода з наступною обробкою і екстракцією з неї нафти.
У м. Ярега (РФ) з 1954 року видобувають важку нафту. Метод видобутку важкої нафти шахтним способом був використаний тут, в Ярега, вперше в світі. Нафтова шахта на Ярезькому родовищі, що знаходиться в центральному промисловому районі Республіки Комі, була закладена у 1939 р.
Недолік термошахтної розробки нафтових родовищ — необхідність працювати під землею, що зумовлює великі витрати на вентиляцію підземних гірничих виробок, безпечні умови праці та ін.